# ベイビー、イッツ・コールド・アウトサイド
「ベイビー、イッツ・コールド・アウトサイド (Baby, It's Cold Outside)」は、フランク・レッサーが作詞作曲した歌。クリスマスの季節に特によく聞かれる曲であるが、厳密には、「ウィンターワンダーランド」や「Marshmallow World」と同じように（クリスマスに限らない）冬の恋愛の歌である。
日本語では「外は寒いよ」、「おもて寒いよね」などの曲名で言及されることもある。

## 背景
レッサーは、デュエットで歌われるこの曲を1944年に書き、妻の歌手リン・ガーランド (Lynn Garland) とともに開いた「ナヴァロ・ホテル (Navarro Hotel)」のハウスウォーミング・パーティ (housewarming party) で、その晩の終わりが近づいた頃、客たちにパーティのお開きの時間が近いことを知らせるために、妻とのデュエットでこの曲を披露した。ガーランドはこの曲を「自分たちの曲」だと思っていたため、レッサーがMGMにこの曲を売ったときには激怒したと伝えられている。

## 歌詞の内容
デュエットで歌われるこの曲の歌詞は、印刷された楽譜では「ネズミ (mouse)」と「オオカミ (wolf)」と記されている2人の人物の会話に聞こえるように構成されており、デート先から2人がいったん「オオカミ」の家に戻ってきたところで、「ネズミ」が帰る時間がと言い出すが、「オオカミ」は何やかやと言葉巧みに、もう遅いし、「外は寒い (it's cold outside)」から、もっとここにいようよと誘う，という内容になっている。「ネズミ」も、内心ではここに留まって楽しんでいたいのだが、家族がどこに行ったのかと心配するから帰らなければいけないとも思っている。歌詞は、行ごとに「ネズミ」の台詞に「オオカミ」の応答が重ねられる。多くの場合、「オオカミ」のパートは男性が、「ネズミ」のパートは女性が歌う。
この曲の歌詞については、「ネズミ」が内心では帰りたくなく、「The neighbors might think...（隣人が詮索するかも...）」とか「My father will be pacing the floor（父が歩き回ってまってるわ）」などと、わざと形ばかりの言い訳にもならない理由を挙げるだけで、本心から帰りたい「ネズミ」を「オオカミ」が高圧的な態度で無理矢理に留まるよう強いるといった形になっていないことから、いろいろ批判を浴びることになった。そうした批判的な観点から見ると、「I simply must go（ともかく私は行かなくちゃいけないの）」、「The answer is no (答えはノー）」、「I've got to go home（私は家に帰らなくちゃ）」といった言い回しにも疑問が投げられる。また、「Hey, what's in this drink（あら、この飲み物に何を入れたの）」という歌詞についても、現在の解釈では「ネズミ」が何か薬物を飲まされたかのように受け取られている。この曲が書かれた当時は、数多くの映画で、誰かが期待されるものとは異なる振る舞いをした際、アルコールのせいにするとき、同じような台詞が使われていた。
この歌はクリスマス前後にラジオで盛んに流れる。「オオカミ」がいろいろ突っ込みを入れる会話になっている歌詞で、歌手たちの間の掛け合いの妙があるこの曲は、人気のあるデュエット曲となっている。
2018年11月30日、アメリカ合衆国クリーブランドのラジオ局Star 102 WDOKもクリスマス季節はクリスマス音楽しか流さないステーションだが、この曲の放送を中止すると発表した。理由はリスナーから2017年より顕在化している＃MeTooムーブメントのさ中にこの曲が不適切であるという苦情を多く受けたため。
このラジオ局が行った賛否を問うネット調査によると8,610人の内94％は曲を継続放送することにポジティブであったという。
2018年12月4日にはカナダのラジオ局ベル・メディア、CBCラジオ、ロジャー・メディアもWDOK同様にこの曲の放送中止表明した。

## 速度記号
出版されている楽譜の中には、この楽曲の速度を「Loesserando」と、作曲家の名前を踏まえた冗談で表記しているものがある。

## 映画『水着の女王』
この曲がいろいろな機会に非公式に披露された後、レッサーは1948年にこの曲の権利をMGMに売り、MGMはこの曲を1949年の映画『水着の女王 (Neptune's Daughter)』に取り入れた。この映画では、リカルド・モンタルバンとエスター・ウィリアムズ、レッド・スケルトンとベティ・ギャレットのふた組のペアがそれぞれこの曲を歌う場面があり、後者では「オオカミ」と「ネズミ」のパートが男女逆になっていた。この曲がこの映画に取り上げられたことで、レッサーは第22回アカデミー賞においてアカデミー歌曲賞を受賞した。
オスカーの授賞式におけるこの曲の「お披露目」では、メイ・ウエストとロック・ハドソンが、歌詞を少し変えて歌った。

## 1949年に録音された諸バージョン
1949年には、以下の諸バージョンが録音された。
- ダイナ・ショアとバディ・クラーク (Buddy Clark) は、3月17日に録音し、コロムビア・レコードからカタログ番号 (catalog number) 38463 としてリリースした。『ビルボード』誌のベスト・セラーのチャートには、1949年5月6日付でチャート入りし、19週にわたってチャートに留まり、最高4位まで上昇した[13]。
- マーガレット・ホワイティング (Margaret Whiting) とジョニー・マーサーは、3月18日に録音し、キャピトル・レコードからカタログ番号 567 としてリリースした。『ビルボード』誌のベスト・セラーのチャートには、1949年5月6日付でチャート入りし、19週にわたってチャートに留まり、最高4位まで上昇した[13]。
- ドン・コーネル (Don Cornell) とローラ・レスリー (Laura Leslie) は、サミー・ケイ (Sammy Kaye) のオーケストラの伴奏で4月12日に録音し、RCAビクター・レコードからカタログ番号 20-3448 としてリリースした。『ビルボード』誌のベスト・セラーのチャートには、1949年6月24日付でチャート入りし、10週にわたってチャートに留まり、最高13位まで上昇した[13]。
- エラ・フィッツジェラルドとルイ・ジョーダンは、4月28日に録音し、デッカ・レコードからカタログ番号 24644としてリリースした。『ビルボード』誌のベスト・セラーのチャートには、1949年6月17日付でチャート入りし、7週にわたってチャートに留まり、最高17位まで上昇した[13]。
- ホーマー&ジェスロ (Homer and Jethro) とジューン・カーター (June Carter) によるパロディ版は、カントリー・チャートで9位、ポップ・チャートで22位となった。
- 以下は、チャート入りしなかった録音。
  - エスター・ウィリアムズとリカルド・モンタルバンは、4月7日に録音し、MGMレコードからカタログ番号 30197 としてリリースした。
  - パール・ベイリー (Pearl Bailey) とホット・リップス・ペイジ (Hot Lips Page) は、6月23日に録音し、ハーモニー・レコードからカタログ番号 1049 としてリリースした。
  - ルイ・アームストロングとヴェルマ・ミドルトン (Velma Middleton) の録音もある。